# Chu Mãn Nguyệt
Chu Mãn Nguyệt (chữ Hán: 朱滿月; 547 – 586) là một trong bốn Hoàng hậu không chính thống của Bắc Chu Tuyên Đế Vũ Văn Uân, và là sinh mẫu của Bắc Chu Tĩnh Đế Vũ Văn Xiển, Hoàng đế Bắc Chu trong lịch sử Trung Quốc.

## Tiểu sử
Chu Mãn Nguyệt nguyên quán ở Giang Tô. Dưới thời Bắc Chu Vũ Đế, vì gia đình phạm tội, bà nhập cung làm nô tỳ hầu hạ Hoàng thái tử Vũ Văn Uân. Bà hơn Thái tử 12 tuổi, phụ trách việc áo mũ cho Thái tử rồi được ông sủng hạnh. Mùa hè năm 573, bà hạ sinh con trai trưởng là Vũ Văn Diễn (宇文衍), về sau đổi tên là Vũ Văn Xiển (宇文闡).
Mùa hè năm 578, Vũ Đế băng hà. Thái tử lên ngôi, tức Bắc Chu Tuyên Đế. Mùa xuân năm 579, Vũ Văn Xiển tròn 6 tuổi đã được Tuyên Đế phong Hoàng thái tử. Chưa đầy một tháng sau, Tuyên Đế truyền ngôi cho Vũ Văn Xiển, tức Bắc Chu Tĩnh Đế, rồi xưng Thiên Nguyên hoàng đế (天元皇帝), thay vì Thái thượng hoàng. Tuyên Đế tính tình phóng đãng, tuy đã lập chính thất Dương Lệ Hoa làm Hoàng hậu nhưng vẫn phong Chu Mãn Nguyệt làm Thiên Nguyên Đế Hậu (天元帝后), năm sau tấn phong Thiên Nguyên Hoàng hậu (天元皇后). 
Mùa thu năm 579, trong một lần tùy tiện khác, Tuyên Đế sách lập thêm 2 vị Hoàng hậu không chính thống là Trần Nguyệt Nghi và Nguyên Lạc Thượng. Sau đó cải phong Chu Mãn Nguyệt là Thiên hoàng hậu (天皇后). Đến năm 580 lại đổi thành Thiên Đại hoàng hậu (天大皇后). 

## Đế thái hậu và xuất gia tu hành
Mùa hè năm 580, Tuyên Đế đột nhiên lâm bệnh và băng hà. Cha của Hoàng hậu Dương Lệ Hoa là Dương Kiên nhiếp chính. Trong lúc 3 hoàng hậu của Tuyên Đế là Trần Nguyệt Nghi, Nguyên Lạc Thượng và Uất Trì Sí Phồn đã xuất gia tu hành thì Chu Mãn Nguyệt được phong thành Đế thái hậu (帝太后) dưới triều con trai mình là Bắc Chu Tĩnh Đế.
Trong vòng một năm, Dương Kiên đoạt lấy ngai vàng, chấm dứt triều Bắc Chu và lập nên triều Tùy. Tĩnh Đế và cả hoàng tộc Bắc Chu bị thảm sát, Chu Mãn Nguyệt xuất gia tu hành với pháp hiệu Pháp Tịnh (法淨). Bà qua đời năm 586 và an táng với lễ nghi Phật tử ở phía đông Trường An.